# Division I 1962-1963
La Division I 1962-1963 è stata la 60ª edizione della massima serie del campionato belga di calcio disputata tra il 1º settembre 1962 e il 9 giugno 1963 e conclusa con la vittoria del R. Standard Club Liégeois, al suo terzo titolo.
Capocannoniere del torneo fu Victor Wégria (RFC Liégeois), con 24 reti.

## Stagione

### Formula
Come nella stagione precedente le squadre partecipanti furono 16 e disputarono un turno di andata e ritorno per un totale di 30 partite.
Le ultime due classificate vennero retrocesse in Division II.
La squadra campione fu ammessa alla Coppa dei Campioni 1963-1964 e altri due club vennero iscritti alla Coppa delle Fiere 1963-1964.

## Classifica finale
|  | Pos. | Squadra              | Pt | G  | V  | N  | P  | GF | GS | DR  |
|  | ---- | -------------------- | -- | -- | -- | -- | -- | -- | -- | --- |
|  | 1.   | Standard Liegi       | 44 | 30 | 20 | 4  | 6  | 51 | 21 | +30 |
|  | 2.   | Anversa              | 40 | 30 | 19 | 2  | 9  | 57 | 44 | +13 |
|  | 3.   | Anderlecht           | 37 | 30 | 15 | 7  | 8  | 54 | 34 | +20 |
|  | 4.   | Gent                 | 34 | 30 | 15 | 4  | 11 | 55 | 52 | +3  |
|  | 5.   | Sint-Truiden         | 33 | 30 | 11 | 11 | 8  | 41 | 35 | +6  |
|  | 6.   | Daring Bruxelles     | 32 | 30 | 14 | 4  | 12 | 46 | 41 | 5   |
|  | 7.   | RFC Liegi            | 30 | 30 | 14 | 2  | 14 | 41 | 39 | +2  |
|  | 8.   | Club Bruges          | 30 | 30 | 12 | 6  | 12 | 35 | 39 | -4  |
|  | 9.   | Lierse               | 29 | 30 | 13 | 3  | 14 | 37 | 42 | -5  |
|  | 10.  | Diest                | 26 | 30 | 10 | 6  | 14 | 34 | 42 | -8  |
|  | 11.  | Cercle Bruges        | 26 | 30 | 10 | 6  | 14 | 31 | 43 | -12 |
|  | 12.  | Beerschot            | 26 | 30 | 7  | 12 | 11 | 30 | 30 | 0   |
|  | 13.  | Beeringen            | 25 | 30 | 10 | 5  | 15 | 40 | 49 | -9  |
|  | 14.  | Berchem              | 25 | 30 | 10 | 5  | 15 | 26 | 38 | -12 |
|  | 15.  | Union Saint-Gilloise | 24 | 30 | 9  | 6  | 15 | 34 | 46 | -12 |
|  | 16.  | Olympic Charleroi    | 19 | 30 | 6  | 7  | 17 | 28 | 45 | -17 |

Legenda:
      Campione del Belgio e ammessa alla Coppa dei Campioni 1963-1964.
      Ammesso in Coppa delle Fiere 1963-1964
      Retrocesse in Division II 1963-1964.
Note:
Due punti a vittoria, uno a pareggio, zero a sconfitta.

## Statistiche

### Individuali

#### Classifica marcatori
| Gol |  |  | Giocatore              | Squadra          |
| --- |  |  | ---------------------- | ---------------- |
| 24  |  |  | Victor Wégria          | RFC Liegi        |
| 19  |  |  | Cyrille Van Herle      | Beringen         |
| 19  |  |  | Jef Van Gool           | Anversa          |
| 18  |  |  | Florent Bohez          | Anversa          |
| 17  |  |  | Jacques Stockman       | Anderlecht       |
| 17  |  |  | Éric Lambert           | Gent             |
| 16  |  |  | Urbain Segers          | Gent             |
| 16  |  |  | André Assaka           | Daring Bruxelles |
| 15  |  |  | Étienne Zaman          | Beerschot        |
| 14  |  |  | Antoine Van Poelvoorde | Bruges           |
| 14  |  |  | Paul Van Himst         | Anderlecht       |
| 13  |  |  | Théophile Lolinga      | Sint-Truiden     |
| 12  |  |  | Aloïs Goossens         | Lierse           |